# Glossaire de l'astronautique
Ce glossaire liste des termes spécifiques à l'astronautique.
- Haut – A
- B
- C
- D
- E
- F
- G
- H
- I
- J
- K
- L
- M
- N
- O
- P
- Q
- R
- S
- T
- U
- V
- W
- X
- Y
- Z

## A

### Amorçage d'une tuyère

Diagramme montrant l'évolution de la pression (P), de la vitesse (V) et de la température (T) des gaz de combustion le long des sections d'une tuyère de Laval. La vitesse augmente jusqu'à dépasser la vitesse du son au niveau du col (M=1).

L'amorçage d'une tuyère est l'établissement d'une vitesse d'écoulement sonique au col d'une tuyère. Le terme correspondant en anglais est nozzle priming ou priming.

## B

### Blocage sonique
Le blocage sonique est le régime de fonctionnement stable d'une tuyère, caractérisé par une vitesse d'écoulement au col égale à la vitesse du son. Le terme correspondant en anglais est nozzling.

### Braquage de tuyère
Un braquage de tuyère est une opération consistant à orienter une tuyère de moteur-fusée afin d'agir sur la direction du vecteur poussée. Le terme correspondant en anglais est nozzle gimbaling (ou gimballing).

## C

### Catergol
Un catergol est un monergol dont la réaction exothermique exige la présence d'un catalyseur. Le mot a été formé par la contraction des mots catalyse et ergol.

### Cavalier de jonction
Un cavalier de jonction est un élément mécanique en forme de U qui sert à l'assemblage permanent de deux ensembles ou sous-ensembles d'un engin spatial. Le terme correspondant en anglais est stapple.

### Chargement par coulée
Le chargement par coulée est le moulage d'un propergol solide dans l'enveloppe d'un propulseur. Le terme correspondant en anglais est casting.

### Col d'une tuyère
Le col d'une tuyère est la partie rétrécie d'une tuyère raccordant le convergent au divergent. Le terme correspondant en anglais est throat,.
C'est la section de la tuyère où le diamètre est minimum.

### Convergent
Le convergent est la partie amont d'une tuyère destinée à augmenter la vitesse du gaz. Dans le convergent d'une tuyère à blocage sonique, la vitesse croît jusqu'à atteindre, au col, la valeur de la vitesse du son.

### Crantage
Lors d'essais en vibration, le crantage est l'atténuation d'une excitation au voisinage d'une fréquence donnée.
Le terme correspondant en anglais est notching.

## D

### Désamorçage de tuyère
Le désamorçage de tuyère est la diminution de la vitesse d'écoulement au col d'une tuyère en dessous de la vitesse sonique ce qui entraîne une réduction de la poussée. Le terme correspondant en anglais est unpriming.

## E

### Ergolier
Un ergolier est un technicien chargé de la manutention et de la surveillance des ergols. Le terme correspondant en anglais est fuelman.

### Étagiste
Un étagiste est une firme industrielle chargée de l'intégration d'un étage de lanceur. Le terme correspondant en anglais est stage integrator.

### Exposition spatiale
L’exposition à l'espace est l'exposition d’un être humain aux conditions du vide de l’espace, sans équipement de protection approprié[réf. souhaitée].

## F

### Foyer
Le foyer est, à l'intérieur de la chambre de combustion, la zone où les ergols entrent en réaction. Le terme correspondant en anglais est combustion area.

## G

### Gaz de chasse
Un gaz de chasse est le gaz utilisé pour expulser des solides ou des liquides à l'extérieur d'une enceinte.  Le terme correspondant en anglais est exhaust gas.

### Gaz de pressurisation
Un gaz de pressurisation est un gaz utilisé dans les réservoirs pour refouler les ergols dans les canalisations d'alimentation. Le terme correspondant en anglais est pressuring gas.

## H

### HAL/S
HAL/S (High-order Assembly Language/Shuttle) est un langage de programmation temps réel utilisé par la NASA pour la navette spatiale.

## I

### Instrumentier
Un instrumentier est une entreprise chargée de la réalisation d'un instrument. Le terme correspondant en anglais est instrument manufacturer.

### Interfaceur
Un interfaceur est un dispositif complétant un appareil pour réaliser sa liaison à un autre appareil conformément à une interface prédéterminée. Le terme correspondant en anglais est interface device.

## L

### LOX
L'abréviation LOX désigne souvent l'oxygène liquide notamment pour ses applications astronautiques.

## O

### Orbite géostationnaire
Une orbite géostationnaire est une orbite qui permet de rester en permanence au-dessus du même point de l'équateur terrestre. Dans le cas de la Terre, l'orbite géostationnaire se situe à une altitude de 35 786 km au-dessus de la surface.

## P

### Pression de chambre
La pression de combustion, ou pression de chambre[réf. souhaitée], est la pression des gaz dans la chambre de combustion en cours de fonctionnement. Les termes correspondants en anglais sont combustion pressure et chamber pressure.

## R

### Radioergol
Un radioergol est un radioélément dont on utilise la réaction nucléaire comme source d'énergie. Le terme correspondant en anglais est radioactive propellant.

### Rapport de mélange
Le rapport de mélange est le rapport des débits massiques de comburant et de combustible mesurés en des points homologues de leurs circuits respectifs. Le terme correspondant en anglais est mixture ratio.

## S

### Spectre de fréquence
Le spectre de fréquence est l’ensemble des ondes porteuses envoyées par un satellite artificiel vers une station radio[réf. souhaitée].